# Ayía Triás (ort i Grekland, Grekiska fastlandet, Fthiotis)
Ayía Triás (Agia Triada) är en ort i Grekland.   Den ligger i prefekturen Fthiotis och regionen Grekiska fastlandet, i den centrala delen av landet, 130 km nordväst om huvudstaden Aten. Ayía Triás ligger 29 meter över havet och antalet invånare är 282.
Terrängen runt Ayía Triás är varierad. Havet är nära Ayía Triás norrut.Runt Ayía Triás är det ganska glesbefolkat, med 32 invånare per kvadratkilometer. Närmaste större samhälle är Lamia, 17,3 km nordväst om Ayía Triás. 